# Olcay Şahan
Olcay Şahan (Düsseldorf, 26 mei 1987) is een Turks-Duits voetballer die bij voorkeur als offensieve middenvelder speelt. Tussen 2013 en 2017 speelde Şahan in het Turks voetbalelftal.

## Clubcarrière
Şahan speelde in de jeugd bij Bayer Leverkusen, Fortuna Düsseldorf en Borussia Mönchengladbach. Hij speelde bij de amateurs van Borussia Mönchengladbach en MSV Duisburg. Şahan maakte zijn professioneel debuut voor MSV Duisburg op speeldag 5 in de 2. Bundesliga in het seizoen 2008/09. Op speeldag 13 maakte hij twee doelpunten tegen SpVgg Greuther Fürth. In augustus 2009 werd zijn contract met twee seizoenen verlengd. Op 18 april 2011 tekende Şahan een vierjarig contract bij 1. FC Kaiserslautern. Şahan debuteerde op de eerste speeldag van het nieuwe seizoen tegen Werder Bremen. Op 11 december 2011 maakte hij zijn eerste doelpunt in de Bundesliga tegen Borussia Dortmund. In juni 2012 tekende Şahan een vierjarig contract bij de Turkse topclub Beşiktaş JK; in zijn eerste seizoen maakte hij elf doelpunten in 34 competitieduels.

## Interlandcarrière
Şahan werd geboren in het Duitse Düsseldorf. Hij bezit zowel de Duitse als de Turkse nationaliteit, maar koos definitief voor het Turks voetbalelftal. Şahan debuteerde op 29 februari 2012 voor Turkije tegen Slowakije. In maart 2013 werd Şahan door bondscoach Abdullah Avci opnieuw opgeroepen voor het Turks voetbalelftal. Sindsdien is hij onder bondscoach Fatih Terim een vaste waarde in het nationaal elftal van Turkije. Met Turkije nam Şahan in juni 2016 deel aan het Europees kampioenschap voetbal 2016 in Frankrijk. Na nederlagen tegen Spanje (0–3) en Kroatië (0–1) en een overwinning op Tsjechië (2–0) was Turkije uitgeschakeld in de groepsfase.
1 Babacan ·
2 Kaya ·
3 Balta ·
4 Çalık ·
5 Şahin ·
6 Çalhanoğlu ·
7 Gönül ·
8 İnan ·
9 Tosun ·
10 Turan ·
11 Şahan ·
12 Kıvrak ·
13 Köybaşı ·
14 Özyakup ·
15 Topal ·
16 Tufan ·
17 Yılmaz ·
18 Erkin ·
19 Mallı ·
20 Şen ·
21 Mor ·
22 Özbayraklı ·
23 Tekin ·
Coach: Terim